# Somaly Mam

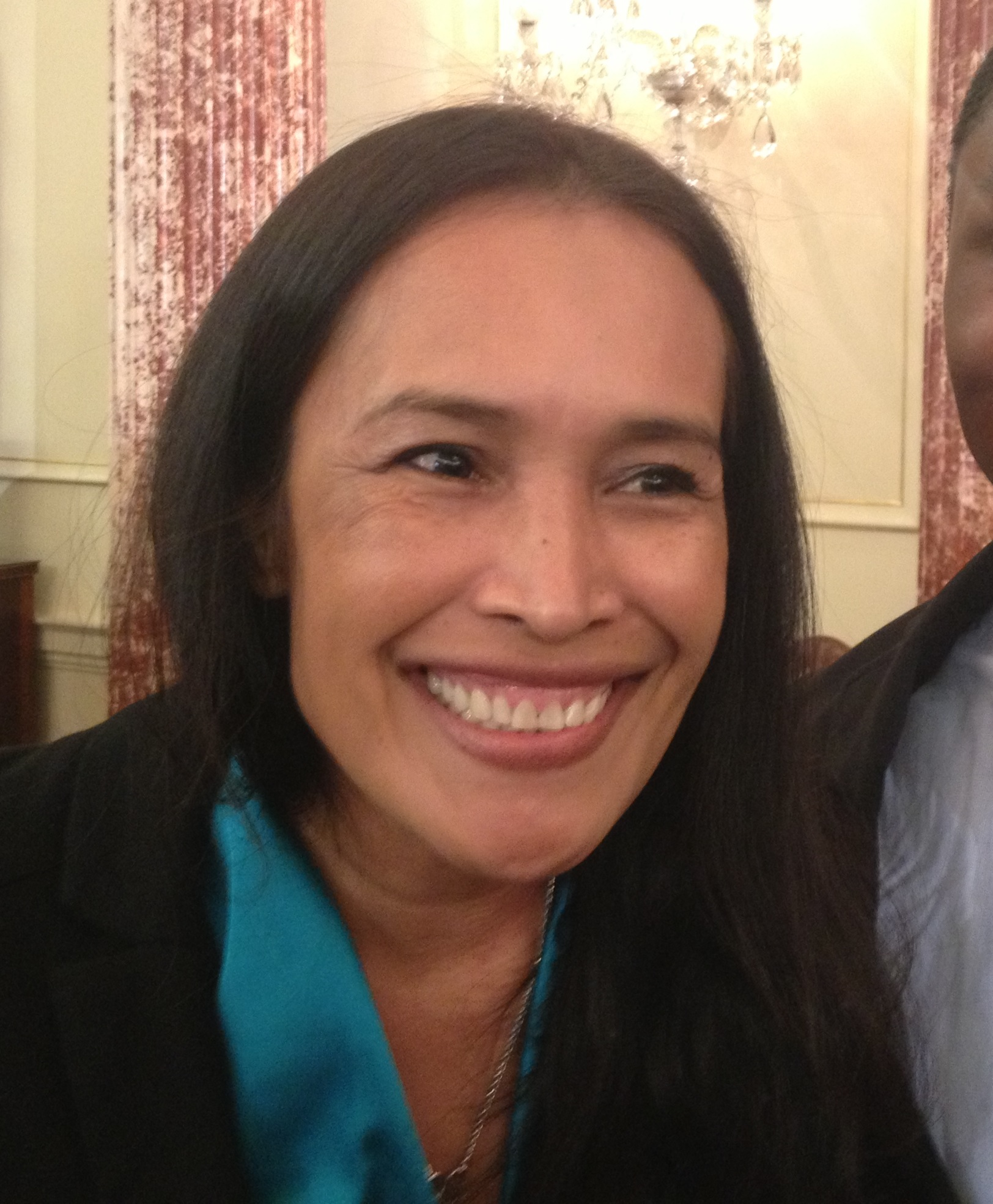
Somaly Mam in 2013

Somaly Mam (Khmer: ម៉ម សុម៉ាលី) (Mondulkiri?, 1970 of 1971) is een Cambodjaanse schrijfster en voorvechtster van de mensenrechten, die zich vooral richt tegen seksueel misbruik en slavernij. Haar verhaal was dat ze jarenlang slavin was geweest en tot prostitutie gedwongen, werd door Newsweek in april 2014 als verzonnen gemeld. In Marie Claire werd daarentegen haar verdediging opgenomen.

## Levensloop
Mam zou niet over documenten beschikken die melding maken van haar ouders en van haar geboortedatum. Ze zou alleen weten ze dat ze in een kleine stam is geboren in de Cambodjaanse provincie Mondulkiri. In haar boek The Road of Lost Innocence (2005), situeert ze haar geboorte in 1970 of 1971. Onder het terroristische regime van Pol Pot en van de Rode Khmer in het midden van de jaren zeventig zou ze als weeskind in het dorp Pnong hebben gewoond. Daar zou een man haar hebben opgepikt en haar hebben beloofd dat hij haar vader zou terugvinden. Hij zou Mam echter tot zijn slavin hebben gemaakt. Ze zou hem als 'grootvader' hebben moeten aanspreken.
Die 'grootvader'zou haar seksueel hebben misbruikt tot hij haar, toen ze twaalf werd, aan een bordeel zou hebben verkocht. Mam zou tot prostitutie zijn gedwongen (vijf à zes klanten per dag) en zou zijn gedwongen te trouwen met een lid van de Rode Khmer. Deze man zou haar hebben verkracht en hebben mishandeld. Weigering om aan een klant voldoening te geven, zou slaag, verkrachting en doodsbedreiging hebben betekend. Mam zou haar beste vriendin voor haar ogen hebben zien vermoorden. Deze gebeurtenis zou haar de moed hebben gegeven haar meesters te ontvluchten.

## Filantropie
In 1993 zou een Frans ontwikkelingswerker haar hebben geholpen uit Cambodja te ontsnappen. Mam vestigde zich in Parijs en trouwde er met Pierre Legros. Ze keerden samen naar Cambodja terug met de bedoeling vrouwen te helpen die slachtoffer waren van slavernij en/of seksueel misbruik. Legros en Mam scheidden in 2008.
Mam begon als verpleegster bij Médecins Sans Frontières en bezocht bordelen waar ze vrouwen voorzag van condooms, zeep en nuttige informatie. In 1996 stichtte ze AFESIP (Agir pour les Femmes en Situation Precaire, een Combodjaanse NGO met als doel seksueel uitgebuite vrouwen ter hulp te komen, te huisvesten en hun en hun kinderen een nieuw leven te bieden, zowel in Cambodja als in Laos en Vietnam. AFESIP zou in de eerste vijftien jaar van haar bestaan meer dan 4000 vrouwen van seksuele slavernij hebben gered.
In juni 2007 was Mam medeoprichtster van de Somaly Mam Foundation, een Amerikaanse non-profitorganisatie, die steun verleent aan vrouwen en meisjes die tot seksuele slavernij werden gedwongen.

## Verzonnen
In Cambodja deden al jaren verhalen de ronde dat Mam haar verleden als misbruikslachtoffer had verzonnen. De Cambodjaanse krant The Cambodia Daily begon een onderzoek. Eind 2013 bekende Meas Ratha, een van de vrouwen die door Mam naar voren werden geschoven om hun verhaal te doen, dat het verhaal dat ze in 1998 in een Frans televisieprogramma had verteld over haar leven als seksslavin was verzonnen.

Op 21 mei 2014 publiceerde Newsweek een artikel over Mam. Journalist Simon Marks  baseerde zich op twee jaar onderzoek. Mam groeide op in Thloc Chhroy, en volgens het hoofd van de Khchao middelbare school zat Mam tot haar 17e daar gewoon op school. Een schoolvriend vertelde dat ze in 1987 samen hun eindexamen hadden gehaald. Dat Mam zou zijn meegenomen door een man werd door de dorpelingen en door een nicht van haar moeder ontkend. Ook Mams bewering dat haar 14-jarige dochter was gekidnapt en verkracht door gangsters die zich wilden wreken voor Mams pogingen om minderjarige prostituées te redden bleek verzonnen. Vrouwen die door Mam aan de media waren gepresenteerd als slachtoffer bleken eveneens verzonnen verhalen te hebben verteld.

Na deze onthullingen stapte Mam met onmiddellijke ingang op bij de Somaly Mam Foundation. De directeur van deze stichting had in april 2014 al een onafhankelijk onderzoek laten instellen door Goodwin Procter LLP. De stichting verbrak tevens de banden met ex-prostituee Long Pros, die eveneens over haar verleden bleek te hebben gelogen.

## Internationale erkenning
De acties van Somaly Mam hebben brede erkenning en steun verkregen.
- De Prijs van de Prins van Asturië voor internationale samenwerking (1998)
- Erkenning als Hero door CNN (2006)
- Woman of the Year van het magazine Glamour (2006).[12]
- Op de Olympische Winterspelen 2006 in Turijn was ze een van de acht vlaggendragers op de openingsceremonie.
- Eredoctor aan de universiteit van Regis. (2010)
- Heroes of Anti-Trafficking Award van de US State Department
- World's Children's Prize for the Rights of the Child in Zweden voor haar gevaarvolle strijd ter verdediging van de kinderrechten in Cambodja (2008)[13]
- Eerste laureaat van de Human Dignity Award  van de Roland Bergerstichting (2008)[14]
- TIME noemde haar bij de Time 100 most influential people, met een artikel geschreven door Angelina Jolie,[15] (2009)
- The Guardian noemde haar in de lijst van Top 100 Women: Activists and Campaigners, (2011)[16]
- The Daily Beast Women in the World, 2011[17]
- “Mimosa D’Oro”
- Prijs Festival du Scoop, Frankrijk
- Excmo Ayuntaniento de Galdar Concejalia de Servicio Sociale, Spain
- Jurylid voor het uitkiezen van het universele logo voor Mensenrechten (2011)

## Publicaties
- The Road of Lost Innocence[18]
- Das Schweigen der Unschuld, Marion von Schröder Verlag, München 2006, ISBN 3-547-71108-8
- Le silence de l'innocence, Paris, Editions Anne Carrière, coll. « Document », 2005 (ISBN 978-2-84337-336-7)